# Sárffy Andor
Sárffy Andor, Sárffy Andor Alajos Sándor (Újvidék, 1889. március 13. – Budapest, Ferencváros, 1951. március 30.) jogász, egyetemi tanár.

## Életútja
Sárffy Guido és Kocsis Gizella fia. 1910-től bírósági joggyakornok volt, később mint bírósági jegyző, majd mint kúriai tanácsjegyző dolgozott. 1918-tól törvényszéki bíró volt, 1920-ban került az igazságügy-minisztériumba. 1936 és 1944 között ugyanitt vezette a magánjogi ügyosztályt. 1936-ban kúriai bíró, 1944-ben kúriai tanácselnök lett. 1935-ben a debreceni, 1940-ben a budapesti egyetemen magántanári képesítést szerzett. 1944-től 1949-ig a fővárosban mint egyetemi tanár a polgári törvénykezési jogot adta elő. Szerkesztette a Polgári Jogesetlexikon c. összefoglaló rendszeres gyűjteményt. Felesége Hokkes Róza volt.

## Főbb művei
- Magánjogi alapismeretek (Budapest, 1933)
- A végrehajtás megszüntetési per (Budapest, 1934)
- Az állam, a helyi közületek és a közhivatalnokok vagyoni felelőssége (Budapest, 1934)
- A végrehajtási eljárás jogszabályainak magyarázata (Budapest, 1935)
- Telekkönyvi rendtartás (Budapest, 1941)
- A polgári peres eljárás zsebkönyve (Budapest, 1942)
- Magyar polgári perjog (Budapest, 1946)